# Cecilie Løveid
Cecilie Løveid (född 21 augusti 1951 i Mysen, är en norsk dramatiker, författare och lyriker. Hon har gått på Kunst- og håndverkskolen och studerat teatervetenskap. Under 1980- och 1990-talen räknades hon som en av Norges främsta dramatiker. Många av hennes pjäser är översatta och framförda internationellt.
Løveid var Festspilldikter vid Festspillene i Bergen 1991.

## Verkförteckning

### Drama
- Tingene, tingene – pjäs (1976)
- Mannen som ville ha alt –  radioteater (1977)
- Hvide Lam og Lille Tigerinde –  radioteater (1980)
- Du, bli her! –  radioteater (1980)
- Kan du elske? –  TV-teater (1982)
- Måkespisere –  pjäs (1983)
- Vinteren rivnar –  pjäs (1983)
- Sug –  performance (1983)
- Lydia – radioteater (1984)
- Dusj –  opera (1984)
- Balansedame : fødsel er musikk – pjäs (1984)
- Titanic - skipet som ikke kunne synke –  performance (1985)
- Vift –  radioteater (1985)
- Madame Butterfly on the Beach –  pjäs (1985)
- Fornuftige dyr –  pjäs (1986)
- Sete Sange –  performance  (1986)
- Fødsel er musikk –  radioteater (1988)
- Dobbel Nytelse –  pjäs (1988)
- Reise med båt uten båt –  musikdrama (1989)
- Da-Ba-Da – dansföreställning (1990)
- Badehuset – performance (1990)
- Tiden mellom tidene eller Paradisprosjektet –  pjäs (1991)
- Barock Friise eller Kjærligheten er en større labyrint –  pjäs (1993)
- Konsekvens –  dansföreställning (1993)
- Maria Q –  pjäs (1994)
- Rhindøtrene –  pjäs (1996)
- Østerrike –  pjäs (1998)
- Sapfokjolen, eller Det hvite smykket som opphever mørket – pjäs (1998)
- Kattejomfruen – pjäs (2001)
- Visning – pjäs (2005)

### Prosaverk
- Most – roman (1972)
- Tenk om isen skulle komme – roman (1974)
- Alltid skyer over Askøy – texter (1976)
- Mørkets muligheter – (1976)
- Fanget villrose – (1977)
- Sug – roman (1979)
  - Sug (översättning Mia Berner, Bokomotiv, 1983)
- Badehuset – text och foto (1990) (tillsammans med Lisbeth Bodd och Asle Nilsen)

### Dikter
- Mykt glass – dikter (1999)
- Spilt. Nye dikt – dikter (2001)

### Barnböcker
- Lille Pille og Lille Fille i Den Dype Skogs Teater –  barnbok (1990) (illustrerad av Hilde Kramer)
- Hund får besøk – barnbok (1993) (illustrerad av Marek Woloszyn)
- Den dype skogs teater –  barnbok (1998) (illustrerad av Hilde Kramer)
- Den dype skogs balett –  barnbok (1998) (illustrerad av Hilde Kramer)
- Den riktige vind : pjäs för barn – pjäs (1999)
- Fars ansikt – barnbok (2000) (illustrerad av Akin Düzakin)

## Utmärkelser
- Gyldendals legat 1979
- Prix Italia 1982
- Aschehougpriset 1984
- Prix Future 1985
- Kultur- och kyrkodepartementets priser för barn- och ungdomslitteratur 1990, för Lille Pille og Lille Fille i Den Dype Skogs Teater  (tillsammans med Hilde Kramer)
- Doblougska priset 1990
- Amalie Skram-prisen 1998
- Ibsenpriset 1999, för Østerrike
- Gyldendalpriset 2001